# Чагин, Георгий Николаевич
Гео́ргий Никола́евич Ча́гин (24 апреля 1944, д. Бани Чердынского района Молотовской области — 10 ноября 2018, Москва) — советский и российский историк, этнолог, краевед. Доктор исторических наук, профессор, заведующий кафедрой древней и новой истории России Пермского университета (1995—2018). Почётный работник высшего профессионального образования РФ (2004), заслуженный работник высшей школы РФ (2007).

## Биография
Сын колхозников Николая Ивановича и Марии Прокопьевны Чагиных, был десятым ребёнком в семье. Учился в средней школе села Ныроб, где организовал общественный музей. В 1967 году окончил исторический факультет Пермского государственного университета. Работал экскурсоводом Пермского краеведческого музея, в 1967—1974 годах — директор Чердынского краеведческого музея им. А. С. Пушкина. По инициативе Г. Н. Чагина в 1972 году праздновалось 500-летие Чердыни.
С 1974 года — в Пермском университете (ассистент, старший преподаватель, доцент); с 1975 года возглавлял Камскую этнографическую экспедицию ПГУ, вёл полевые исследования в Пермской, Свердловской областях, в Удмуртии, Коми, Башкортостане, Татарстане. Обучался в заочной аспирантуре Института этнографии АН СССР.
В январе 1982 года в Институте этнографии защитил кандидатскую диссертацию «Формирование русского населения северного Прикамья в конце XV — начале XX вв.: история расселения, землепользования, жилища», с 1995 года — заведующий кафедрой древней и новой истории России ПГУ, с 1996 года — доктор исторических наук (диссертация «Этнокультурная история Среднего Урала в конце XVI — первой половине XIX вв.»), с 1997 года — профессор. Руководил проблемной лабораторией «История городов и заводских поселений Урала».
Член Общества М. А. Кастрена (Финляндия), почётный гражданин г. Чердынь (1997). С 2010 года — член Общественной палаты Пермского края.
Лауреат Строгановской премии в номинации «за выдающиеся достижения в общественной деятельности» (2016).
Супруга — врач Людмила Кирилловна Юрова.

## Память
- улица в Перми[3]
- мемориальная доска на здании Чердынского краеведческого музея[4]
- памятник на месте хутора Бани, где родился учёный[5]
- документальный фильм «Хранитель памяти. Чагин» (2024, реж. Анна Отмахова)[6]

## Основные работы
Автор свыше 500 научных и популярных публикаций, в том числе около 40 монографий.
Книги
- Чердынь: краткий исторический очерк. Пермь, 1972.
- На древней Пермской земле. — М.: Искусство, 1988. — 176 с. — (Дороги к прекрасному). — 125 000 экз.
- Оборин В. А., Чагин Г. Н. Чудские древности Рифея: Пермский звериный стиль. — Пермь: Пермское книжное издательство, 1988. — 184 с. — (Искусство Прикамья). — 30 000 экз.
- Культура и быт русских крестьян Среднего Урала в середине XIX — начале XX века: этнические традиции материальной жизни. Пермь, 1991;
- Язьвинские пермяки: история и традиции. Пермь, 1993;
- Мировоззрение и традиционная обрядность русских крестьян Среднего Урала в середине XIX — начале XX века. Пермь, 1993;
- Этнокультурная история Среднего Урала в конце XVI — первой половине XIX в. Пермь, 1995;
- Этнокультурная история Среднего Урала XVI—XX вв. Екатеринбург, 1999;
- Этносы и культуры на стыке Европы и Азии: избранные труды. Пермь, 2002;
- Города Перми Великой Чердынь и Соликамск. Пермь, 2004;
- Пермь Великая в топонимических доказательствах. Пермь, 2004;
- Круглый год праздников, обрядов и обычаев коми-пермяков. Кудымкар, 2005 (в соавт. с В. В. Климовым; 2-е изд. 2019);
- Коми-пермяцкий национальный костюм: из собрания Коми-Пермяцкого окружного краеведческого музея им. П. И. Субботина-Пермяка. Кудымкар, 2006 (в соавт.);
- Рыболовство в Пермском крае в стародавние времена. Пермь, 2007 (в соавт. с И. К. Кирьяновым и С. Н. Коренюком);
- Наследие Пермского края как ресурс развития историко-культурного туризма. Пермь, 2008;
- Фокеевна: документальная повесть. Пермь, 2009 (в соавт. с И. А. Подюковым и С. С. Шляховой);
- Пермский край на перекрёстках истории и культуры. Пермь, 2010;
- Исторические знания народов Урала в XIX — начале XXI вв. Екатеринбург, 2011;
- Города-заводы : научно-популярный сборник / научн. ред. Г. Н. Чагин. — Пермь : Книжный мир, 2011. — 583 с. — (По городам и весям Прикамья : в 5 т. ; т. 5). — 1000 экз. — ISBN 978-5-905550-02-7.;
- Коми-Пермяцкий краеведческий музей им. П. И. Субботина-Пермяка. Фотоальбом. Пермь, 2015 (редактор);
- Народы и культуры Урала. XIX—XXI вв. Екатеринбург, 2015;
- Храмы земли Чердынской. Вып. I. Пермь, 2015.
- Колва, Чусовское, Печора: история, культура, быт от древности до 1917 г. Пермь, 2017.
- Колва, Чусовское, Печора: история, культура, быт от 1917 до 1940 г. Пермь, 2019.
- Чердынские храмы. Вып. I. Пермь, 2021.

Статьи
- Сельское расселение в Северном Прикамье (вторая половина XVI — начало XX в.) // Демографические процессы на Урале в эпоху феодализма. Свердловск, 1990;
- История и судьбы традиционно-бытовой культуры Пермского Прикамья // Национальные и демографические процессы в республиках и регионах Европейского Севера Российской Федерации (история и современность). Сыктывкар, 1994;
- Природная среда и особенности культурно-бытовых традиций народов Среднего Урала в середине XIX — первой половине XX в. // Материальная культура народов России. Т. 1. Новосибирск, 1995;
- Заселение и хозяйственное освоение Верхокамья в конце XVIII — первой трети XX века // Мир старообрядчества: живые традиции: результаты и перспективы комплексных исследований русского старообрядчества. Вып. 4. М., 1998;
- Этническая идентичность и этническое взаимодействие народов Прикамья (по материалам социологического исследования) // Вестник Пермского университета. Сер. «История». 2004. Вып. 5;
- Материальная культура русского населения Северо-Восточного Прикамья в конце XIX — середине XX в. // Вестник Пермского университета. Сер. «История». 2005. Вып. 5;
- Социально-экономическое развитие Чердынско-Печорского края в XVIII — начале XX вв. // Вестник Пермского университета. Сер. «История». 2015. Вып. 1 (28).